# Zemanství (Labětín)
Zemanství je pozůstatek starého ramene řeky Labe vzniklý po provedení regulace Labe v 20. letech 20. století. V roce 2018 bylo rameno téměř zcela zazemněné, zachovala se vodní plocha o výměře pouze cca 0,1 ha. Mrtvé rameno se nalézá v polích na severním okraji katastru obce Labětín, místní části obce Řečany nad Labem v okrese Pardubice.

## Galerie

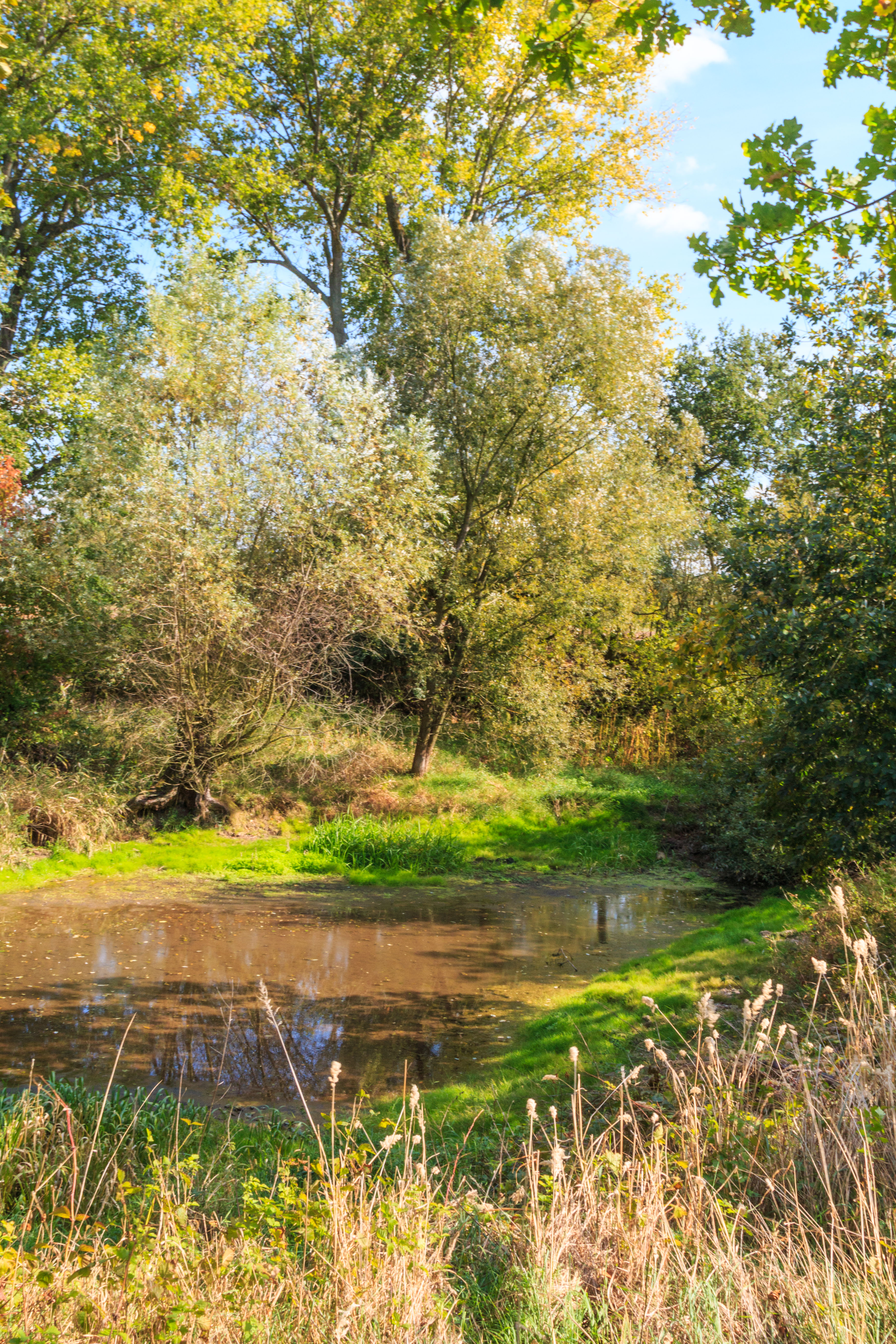
Mrtvé rameno Labe - Zemanství
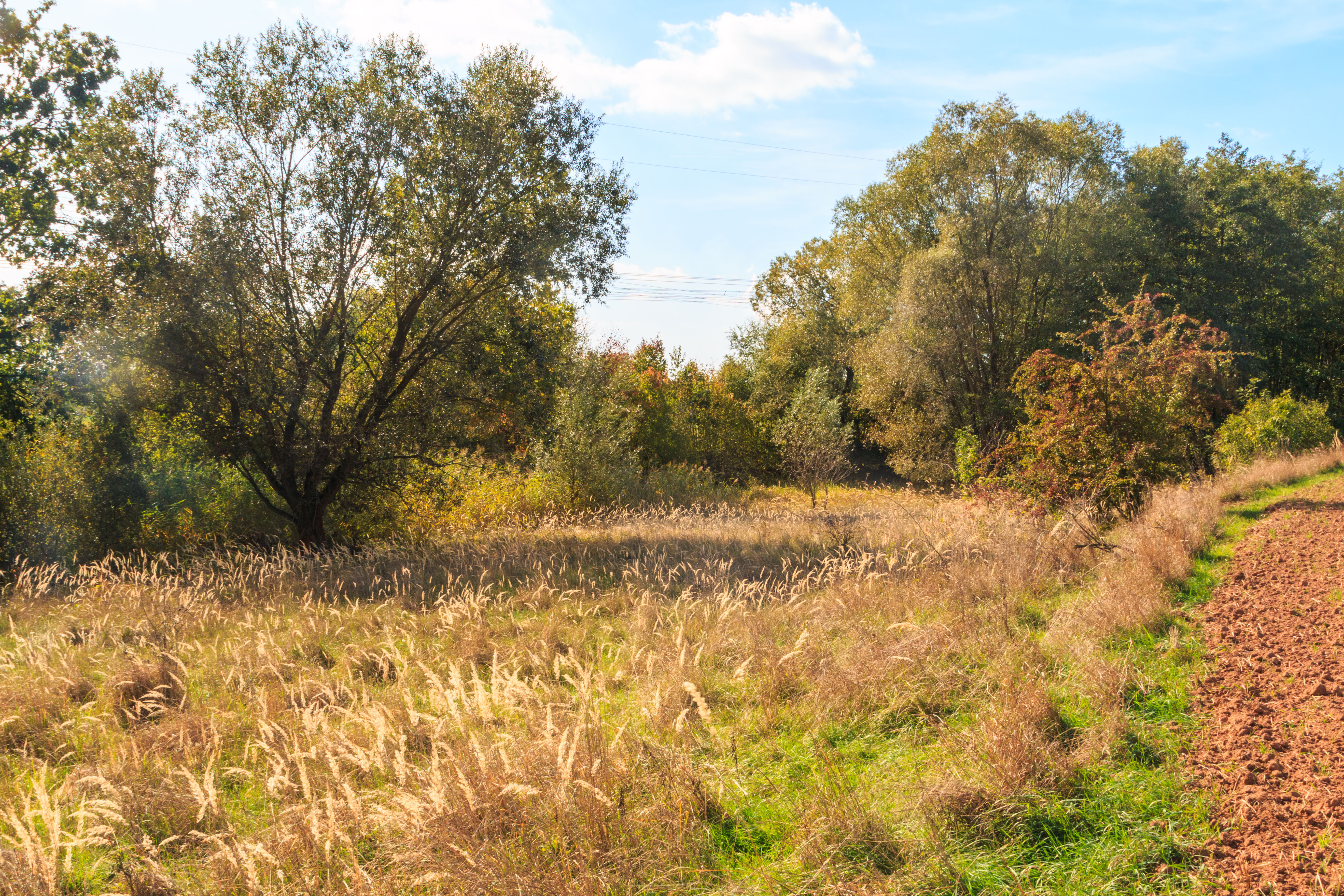
Mrtvé rameno Labe - Zemanství
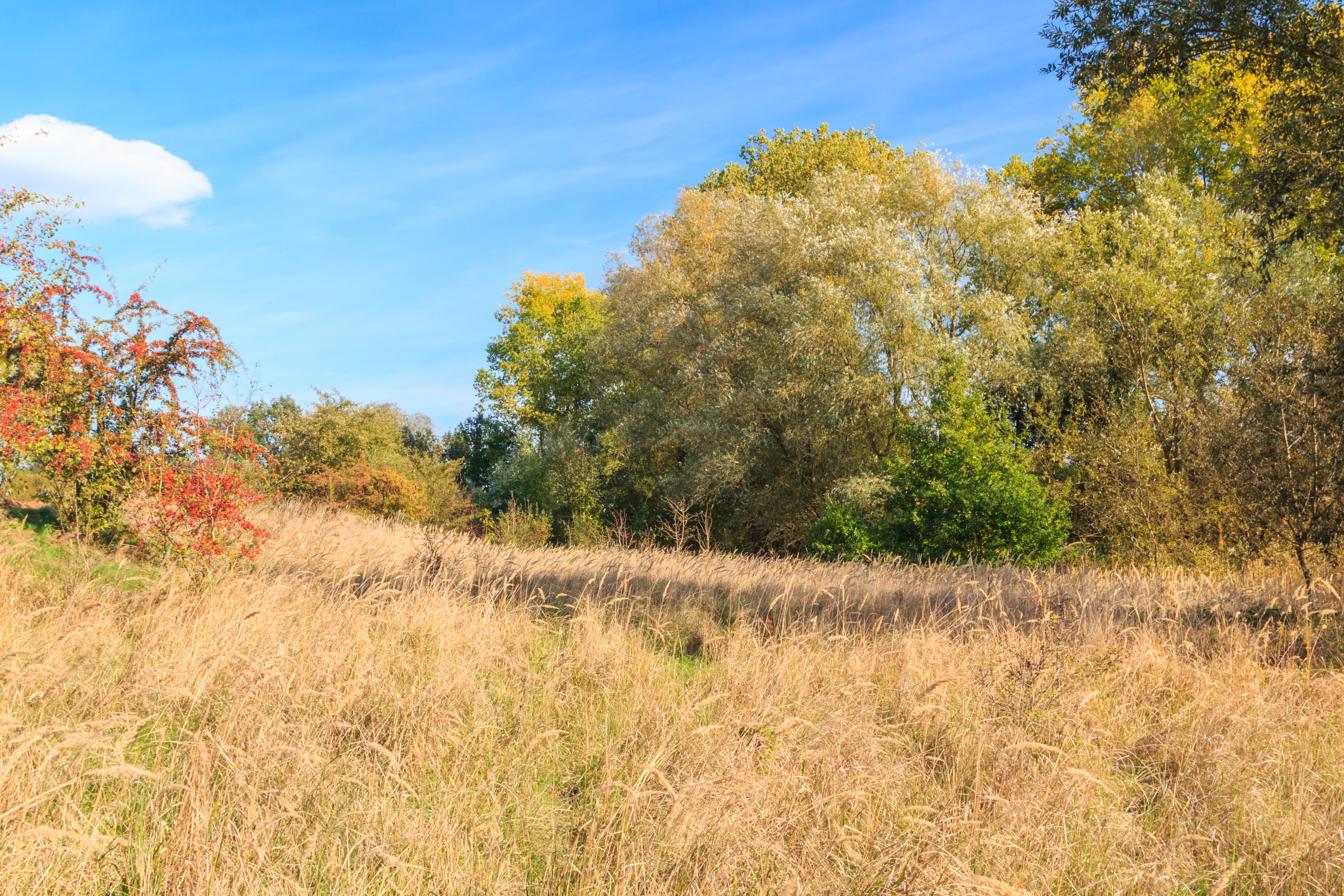
Mrtvé rameno Labe - Zemanství
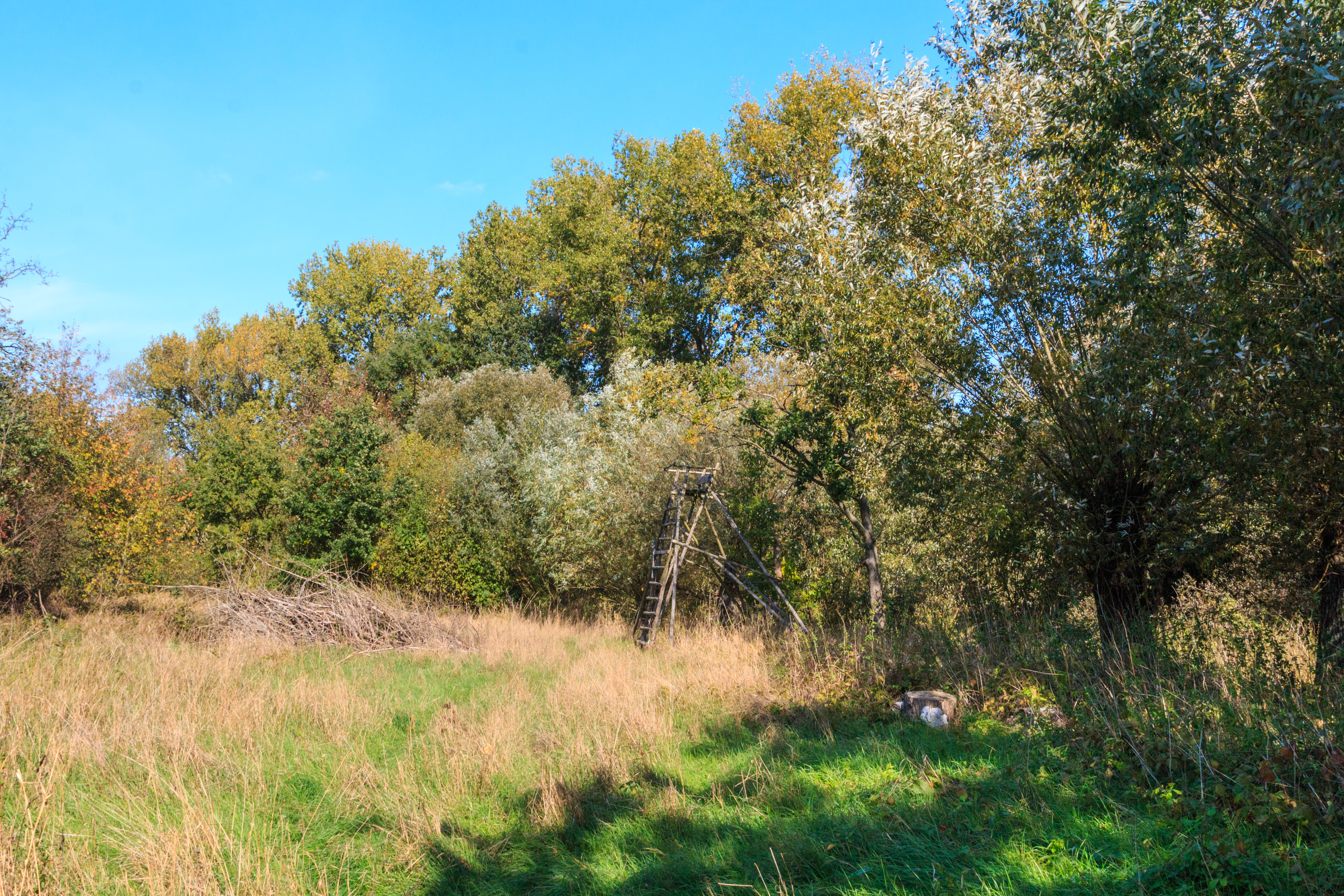
Mrtvé rameno Labe - Zemanství